# Moon Jong-up
Moon Jong-up (hangul: 문종업 (); Siheung, Provincia de Gyeonggi, 6 de febrero de 1995), también conocido como Jongup, es un cantante y actor surcoreano. Es conocido por ser miembro del grupo masculino surcoreano B.A.P, bajo TS Entertainment, donde se desempeña como subvocalista. Lanzó su primer álbum sencillo en solitario Headache en mayo de 2020.

## Biografía
Moon nació el 6 de febrero de 1995 en Siheung, Provincia de Gyeonggi. Es el menor de tres hijos. Inicialmente se inscribió en una escuela primaria de la ciudad antes de transferirse a la Escuela Primaria Sunae en Bundang-gu, Seongnam, un mes después. Su madre es chef certificada y tiene un negocio. Moon también asistió a la Escuela Secundaria Sunae, donde se unió al club de baile y actuó en varios festivales escolares y torneos de breakdance al final de su primer año. Fue admitido en la Escuela de Arte Múltiple Hanlim en el distrito Songpa de Seúl y se graduó el 7 de febrero de 2013.

## Carrera

### Predebut
Moon conoció a un agente de talentos durante una competencia, quien luego lo llamaría para una audición. Bailó una canción de Usher y terminó siendo aceptado. Se convirtió en aprendiz de TS Entertainment en agosto durante su primer año en la escuela secundaria.

### 2012-2019: B.A.P
Moon fue revelado como miembro del grupo masculino surcoreano B.A.P el 17 de enero de 2012, donde se desempeñaba como subvocalista y bailarín principal.

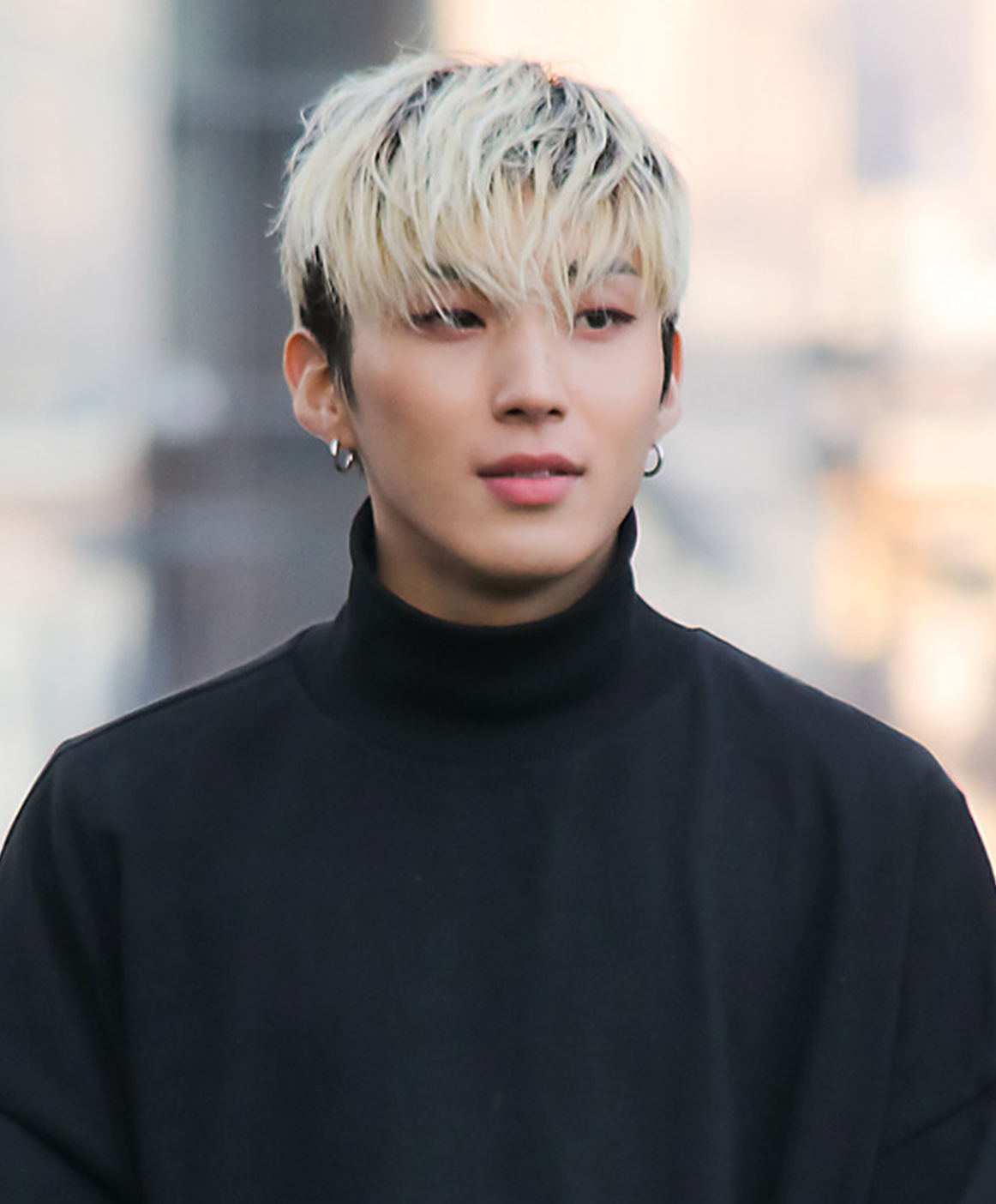
Moon en una reunión de fans en marzo de 2017

El grupo debutó nueve días después con su álbum sencillo Warrior. En noviembre de 2014, BAP presentó una demanda contra su agencia, y pidieron la anulación del contrato con la empresa alegando “condiciones de trabajo injustas y pésima distribución de ganancias”.
En agosto del año siguiente, las dos partes finalmente llegaron a un acuerdo, y B.A.P reanudó sus actividades bajo TS Entertainment.
Moon lanzó su primera canción en solitario titulada "Try My Luck" durante la gira mundial de B.A.P 'Party Baby!' en marzo de 2017. Es una canción de R&B alternativo que fue lanzada como parte de un álbum proyecto con su compañero Daehyun el 8 de junio de ese año.
En agosto y diciembre de 2018, Yongguk y Zelo abandonaron el grupo y el sello discográfico tras la finalización de sus contratos, respectivamente.
Moon y los tres miembros restantes abandonaron la compañía en febrero de 2019, lo que llevó a la disolución de B.A.P. Después de la disolución de B.A.P, Moon se tomó un descanso de seis meses de la música.

### 2019-presente: Nueva agencia, debut en solitario y regreso a B.A.P
Moon fue elegido para participar en la producción teatral The Lost Village. La actuación tuvo lugar el 27 de abril de 2019. Ambientado en la isla de Jeju en medio de los acontecimientos históricos de 1979, interpretó la versión joven del dueño del bar Donghyuk.
Moon fue concursante del reality show de supervivencia de Maeil Broadcasting Network Signhere (2019), donde los participantes audicionaron para unirse al sello discográfico AOMG de Jay Park. Pasó la primera ronda, pero fue eliminado en la segunda después de su actuación colaborativa con MBA. En noviembre, Moon firmó un contrato exclusivo con The Groove Company.
El 7 de mayo de 2020, lanzó su álbum sencillo debut en solitario Headaches, junto con su canción principal de estilo funk-pop.
El 8 de julio de 2021, lanzó su primer extended play titulado Us.
En diciembre de 2021, se reveló que interpretaría el papel de Jang Jun en la comedia musical Idol Recipe (2021), una película sobre un grupo ídolo que encuentra el éxito a pesar de ser abandonado por su agencia.
El 31 de mayo, Moon anunció que los fan meetings de RE:MEET tendrían lugar en Japón el 30 y 31 de julio de 2022.
El 15 de febrero de 2023, participó como concursante del programa Peak Time de JTBC, y participó en TEAM 24:00. El grupo quedó en tercer lugar en la ronda final.
El 5 de octubre, se lanzó un adelanto de su segundo miniálbum, Some. Terminó lanzado más tarde, el 30 de octubre.
En 2024, regresó a B.A.P junto con tres de los miembros.

## Estilo musical
Moon cita al músico estadounidense Chris Brown como su mayor influencia, y quién lo inspiró a convertirse en cantante.

## Discografía

### Extended plays
| Título | Detalles | Posiciones más altas en los gráficos | Ventas        |
| Título | Detalles | COR                                  | Ventas        |
| ------ | --- | ------------------------------------ | ------------- |
| Us     | - Fecha de lanzamiento: 8 de julio de 2021 - Etiqueta: Big Ocean ENM, Sony Music Korea - Formatos: CD, descarga digital, streaming         | 47                                   | —             |
| Some   | - Fecha de lanzamiento: 30 de octubre de 2023 - Etiqueta: MA Entertainment, Warner Music Korea - Formatos: CD, descarga digital, streaming | 11                                   | - COR: 43,626 |
| Peter  | - Fecha de lanzamiento: 31 de octubre de 2024 - Etiqueta: MA Entertainment, Warner Music Korea - Formatos: CD, descarga digital, streaming | 18                                   | - COR: 21,097 |

### Álbumes sencillo
| Título   | Detalles | Posiciones más altas en los gráficos | Ventas       |
| Título   | Detalles | COR                                  | Ventas       |
| -------- | --- | ------------------------------------ | ------------ |
| Headache | - Fecha de lanzamiento: 7 de mayo de 2020 - Etiqueta: The Groove, Kakao M - Formatos: CD, descarga digital, streaming | 23                                   | - COR: 2,075 |

### Sencillos
| Título | Año  | Lanzamiento                                   |
| --- | ---- | --------------------------------------------- |
| "Try My Luck" | 2017 | Dae Hyun X Jong Up Project Album 'Party Baby' |
| "Fly Day" (con Baek Ji-young, Sunmi, Davichi, Jueun, Jung Chae-yeon, Jin Se-yeon, Eunhyuk, NRG, Moon Bin, MJ, Ooon, Jaeyong, Heecheon, Heedo, Gunmin, Youngjae, The One y Johan Kim) | 2017 | Sencillo sin álbum                            |
| "Back It Up" (con MBA feat. Bola, Make a Movie, Munchman, Anngyeongjaebee, GV & Cova)                                                                                                | 2019 | Signhere Special                              |
| "Headache" (feat. Yunhway) | 2020 | Headache                                      |
| "Find" (feat. Moon Sujin) | 2021 | Us                                            |
| "Us" | 2021 | Us                                            |
| "X.O.X" | 2023 | Some                                          |
| "Love Bomber" | 2024 | Peter                                         |
| "Twist Ya" | 2024 | Peter                                         |

### Apariciones especiales
| Título                                             | Año  | Otro(s) artista(s) | Lanzamiento | Ref.   |
| -------------------------------------------------- | ---- | ------------------ | ----------- | ------ |
| "Gal Rae?" (갈래? (romanización revisada, Gallae?) | 2019 | Bola, Meloh        | Bola Tape 2 | [ 32 ] |

### Apariciones en bandas sonoras
| Título                                                                                | Año  | Lanzamiento     | Ref.   |
| ------------------------------------------------------------------------------------- | ---- | --------------- | ------ |
| "Venus" (비너스 (romanización revisada, Bineoseu)) (Moon Jong-up feat. Kwon Hyun-bin) | 2019 | Mr. Queen OST   | [ 33 ] |
| "Day Dream" (Moon Jong-up & Nahyun feat. Sleepy)                                      | 2021 | Idol Recipe OST | [ 34 ] |
| "Spectrum" (Moon Jong-up feat. Kenta, Sohee, Woohee, Ryu Hoyeon & Na Hyun)            | 2022 | Idol Recipe OST |        |

## Filmografía
| Año  | Título           | Papel    | Ref.   |
| ---- | ---------------- | -------- | ------ |
| 2019 | The Lost Village | Donghyuk | [ 18 ] |

| Año  | Título    | Papel    | Notas                                              | Ref.   |
| ---- | --------- | -------- | -------------------------------------------------- | ------ |
| 2019 | Signhere  | Sí mismo | Episodio 3                                         | [ 20 ] |
| 2023 | Peak Time | Sí mismo | Concursante como parte del Equipo 24:00, 3er Lugar | [ 35 ] |

| Año  | Título      | Papel    | Ref.          |
| ---- | ----------- | -------- | ------------- |
| 2022 | Idol Recipe | Jang Jun | [ 25 ] [ 36 ] |

## Premios y nominaciones
| Ceremonia de entrega de premios | Año  | Categoría                                    | Candidato / Trabajo | Resultado | Ref.   |
| ------------------------------- | ---- | -------------------------------------------- | ------------------- | --------- | ------ |
| Asia Artist Awards              | 2024 | Premio a la popularidad – Cantante masculino | Moon Jong-up        | Nominado  | [ 37 ] |

### Honores
| Organización                | Año  | Honor                                              | Ref.   |
| --------------------------- | ---- | -------------------------------------------------- | ------ |
| Korea Hallyu Culture Awards | 2023 | Categoría Canción Popular – Premio a la Excelencia | [ 38 ] |